# Eugoa dissozona
Eugoa dissozona är en fjärilsart som beskrevs av Edward Meyrick 1889. Eugoa dissozona ingår i släktet Eugoa och familjen björnspinnare. Inga underarter finns listade i Catalogue of Life.